# دوري أندورا الممتاز 2015–16
دوري أندورا الممتاز 2015–16 هو الموسم 21 من  دوري أندورا الممتاز. أقيم خلال الفترة 27 سبتمبر 2015 وحتى 3 مايو 2016، وأشرف على تنظيمه اتحاد أندورا لكرة القدم، وكان عدد الأندية المشاركة فيه  8، وفاز فيه نادي سانتا كولوما.